# Manny Mori
Immanuel "Manny" Mori (25 de desembre del 1948, illa de Fufan, Chuuk) fou president dels Estats Federats de la Micronèsia de 2007 a 2015. D'origen japonès, però nascut a la Micronèsia, Manny Mori va serel president d'aquesta federació des del maig de l'any 2007 fins al 2015. Està casat amb Elina Ekiek i té quatre filles.

## Primers anys
Va néixer a l'illa de Fufan i té ascendència maori i japonesa. Va estudiar i es va graduar al Xavier High School. Després de la seva graduació el 1969, va assistir a la Universitat de Guam. Va obtenir el 1973 un màster en administració de Negocis.
Després de completar la seva educació universitària, va ser triat per a un internat d'administració en Citicorp Credit-Guam. El 1974, es va convertir en subgerent de la sucursal del Citicorp a Saipan. El 1976 va renunciar a Citicorp, després d'acceptar la posició de subadministrador de l'Oficina de Seguretat Social del Territori en Fideïcomís.
El 1979, va assumir del càrrec d'Agent Fiscal Nacional de l'Estat de Chuuk, administrant l'Oficina d'Impostos i Renda. Exercí com a controlador del FSM Development Bank des de 1981 fins a 1983 i posteriorment com a President i CEO fins a 1997. Finalment, va ser Vicepresident Executiu del Banc dels Estats Federats de Micronèsia des de 1997 fins a 1999, quan va ser elegit al Congrés.

## Carrera política
Mori va ser escollit al Congrés de Micronèsia en una elecció especial realitzada l'1 de juliol de 1999. Va ser reelegit posteriorment en 2001, 2003, 2005 i 2007.
L'11 de maig de 2007, Mori va ser elegit president dels Estats Federats de Micronèsia, derrotant el titular fins aleshores, Joseph Urusemal. Va assumir el càrrec immediatament i deixà vacant el seu escó al congrés. Després de servir dos mandats, el 2015 fou substituït per Peter M. Christian.